# Montauban-de-Picardie

Montauban-de-Picardie este o comună în departamentul Somme, Franța. În 1 ianuarie 2022 avea o populație de 216 de locuitori.